# Tања Игњатовић
Тања Игњатовић је психолошкиња, магистрирала и докторирала на Факултету политичких наука на теми насиља у породици. Од 2001. године ангажована је у Аутономном женском центру у Београду, где се бави едукацијом, истраживањем, анализом јавних политика, заговарањем и индивидуалним саветовањем жена које су доживеле родно засновано насиље. Учествовала је у заговарању за доношење првог закона о спречавању насиља у породици у нашој земљи.
Била је чланица радних група за израду стратешких и других докумената у подручју институционалне и друштвене подршке женама са искуством насиља у партнерском односу и насиља у породици. Ауторка је књиге Насиље према женама у интимном партнерском односу – модел координираног одговора заједнице (Београд, Реконструкција Женски фонд, 2011.).
На Факултету политичких наука од 2016. године држи предавања „Родно засновано насиље против жена“, на курсу „Политике родне равноправности“ , у оквиру мастер академских студија политикологије – студије рода. На Факултету за медије и комуникацију учествује у реализацији курса на изборном предмету Политике репрезентације: род и насиље. У оквиру Центра за женске студије била је водитељка курса „Насиље према женама“ у периоду 2016-2019. године. 
Од 2016. године пише за независни портал Пешчаник о темама везаним за родна питања, а посебно са фокусом на родно засновано насиље. 

## Образовање
Дипломирала је психологију на Филозофском факултету Универзитета у Београду 1988. године. На Факултету политичких наука Универзитета у Београду 2005. завршила је специјализацију из Студија рода, а потом 2009. године стекла научни степен магистра политичких наука одбранивши тезу под насловом „Заштита од насиља у породици: ка оптималном моделу координиране интервенције служби у заједници“. На истом факултету је одбранила докторску дисертацију „Процена и одлучивање о родитељском старатељству у контексту партнерског насиља: родна перспектива“ 2016. године, под менторством проф. др Гордане Даше Духачек. 2019. године стекла је научно звање научне сараднице у области друштвених наука – психологија.

## Професионални ангажман
У цивилном сектору активна је од 1995. године. Била је једна од оснивачица Гласа разлике – групе за промоцију женских политичких права, која је у периоду демократских промена (1999-2000.) иницирала стварање локалних мрежа жена ради активирања и оснаживања да учествују у јавном и политичком животу и извела женску предизборну кампању „од врата до врата“ са више од 200 активисткиња у 30 градова у Србији под слоганом „Твој глас – глас разлике“, као независан део кампање цивилних организација за демократске и слободне изборе „Излаз 2000“. Ауторка је публикација „Где су жене“ и „Жене и политички утицај – читанка за политичарке које постављају питања и хоће да буду питане“.  
Од 2001. године ради у Аутономном женском центру у Београду, специјализованој организацији за питања насиља према женама, најстаријој и једној од највећих организација у Србији, али и у региону. Поред консултантског рада са женама са искуством мушког насиља, њена област рада су јавне политике и институционални одговор(и) на насиље према женама. Координаторка је програма за истраживања, развој знања, едукацију представникâ институција, анализу јавних политика и јавно заговарање. Ауторка је и коауторка 8 акредитована едукативна семинара у систему социјалне заштите, који су имали највећи број извођења у Србији (од 2008. године изведено је више од 230 семинара са више од 5.000 учесника/-ца), два акредитована семинара у области образовања и једног акредитованог семинара у систему здравствене заштите, такође извођених више пута.

## Учешће у креирању јавних политика
Била је координаторка радних група за израду оба војвођанска стратешка документа за заштиту жена од насиља (први за период 2008–2012. године и други за период 2015–2020), координаторка тематске групе за унапређење положаја жена у изради Националне стратегије за борбу против дискриминације (2012), чланица радне групе за израду Општег протокола за заштиту деце од злостављања и занемаривања (2003), чланица радне групе за израду Националне стратегије за младе (област образовања, 2007), чланица радне групе за израду Смерница за поступање полицијских службеника и спречавање секундардне виктимизације жртава насиља у породици и у партнерским односима (2014), чланица радне групе за израду Смерница за поступање центра за социјални рад у контексту грађанских судских поступака који се тичу права и интереса детета (2015), Смернице за посредовање у запошљавању жртава насиља у породици (2023) и других. Учествовала је у раду Форума Народне скупштине РС за праћење имплементације Стратегије за смањење сиромаштва (2006), Савета за одрживи развој потпредседника Владе РС за европске интеграције (2008–2010), стручњакиња је на листи Поверенице за заштиту равноправности (2011), чланица Комисије за родну равноправност Града Београда (2010) и чланица-експерткиња Независне опсерваторије за праћење насиља према женама (2012).
Учествовала је у припреми већег броја независних извештаја међународним телима, као што су извештај у сенци Комитета CEDAW „Сенка над Србијом – извештај за 55. заседање Комитета CEDAW“ (2013), извештај (2016) и „Тамни облаци над Србијом – извештај у сенци за Четврти периодични извештај Републике Србије током 72. сесије Комитета CEDAW“ (2019), и извештај GREVIO експертској групи Савета Европе „Унапређено законодавство – неуспешна заштита – независни извештај о примени Конвенције Савета Европе о спречавању и борби против насиља над женама и насиља у породици“ (2018). Редовно прати примену Закона о спречавању насиља у породици и израђује извештаје о стању и стручна упутства. Ауторка је великог броја анализа јавних политика у области заштите жена од мушког насиља и родне равноправности. Као чланица Коалиције прЕУговор која прати спровођење политика везаних за преговоре о придруживању Србије Европској унији, у чијем су фокусу поглављја 23 (правосуђе и основна права) и 24 (правда, слобода и безбедност) од 2016. године редовно учествује у изради полугодишнјих АЛАРМ извештаја (области анти-дискриминационе политике, родне равноправности, насиља према женама и права деце).   

## Награде и признања
Taња Игњатовић је 2019. године добила признање Феминистичког културног центра БеФем За истрајне политике у борби против родно заснованог насиља.

## Објављени радови
- Игњатовић, Т. (2002). Образовање за родну равноправност, у: Б. Бранковић и Т. Игњатовић (ур).  Родна равноправност у школи: приручник за наставнике/це, Канадска агенција за међународни развој
- Игњатовић, Т. . Ignjatović, Tanja (2005). Покренимо заједницу: приручник за активно учешће у развоју локалне заједнице. Balkanski fond za podršku lokalnim inicijativama. ISBN 86-907353-1-3.. Балкански фонд за подршку локалним заједницама, Београд,
- Игњатовић, Т. . Ignjatović, Tanja (2005). Покренимо заједницу: приручник са примерима добре праксе из централне и источне Европе. Balkanski fond za podršku lokalnim inicijativama. ISBN 86-907353-0-5.. Балкански фонд за подршку локалним заједницама, Београд,
- Ишпановић, В., Т. Игњатовић, , Препознавање злостављања и занемаривања деце, у: Ишпановић, В. и сар., Приручник за примену Општег протокола за заштиту деце од злостављања и занемаривања. Centar za prava deteta. 2006. стр. 20—35. ISBN 86-83109-39-9.. Центар за права детета и УНИЦЕФ, Београд
- Игњатовић, Т. , Улога невладиних организација у заштити деце од злостављања и занемаривања, у: Ишпановић, В. и сар., Приручник за примену Општег протокола за заштиту деце од злостављања и занемаривања. Centar za prava deteta. 2006. стр. 84—89. ISBN 86-83109-39-9.. Центар за права детета и УНИЦЕФ, Београд
- Игњатовић, Т. , Координирана акција локалне заједнице у превенцији и заштити од насиља у породици, у: Игњатовић, Т. (ур.), За живот без страха. Autonomni ženski centar, Program razvoja dobrih praksi u oblasti nasilja u porodici. 2007. стр. 9—13. ISBN 978-86-902567-6-1.. Аутономни женски центар, Београд;
- Игњатовић, Т. (2007), О насиљу у породици из евиденције центра за социјални рад у , у: Игњатовић, Т. (ур.), За живот без страха. Autonomni ženski centar, Program razvoja dobrih praksi u oblasti nasilja u porodici. 2005. стр. 14—19. ISBN 978-86-902567-6-1.. Аутономни женски центар, Београд;
- Игњатовић, Т. , Имплицитне теорије о родним и родитељским улогама – утицај на професионални став и поступање у ситуацијама насиља у породици, у: Игњатовић, Т. (ур.), За живот без страха. Autonomni ženski centar, Program razvoja dobrih praksi u oblasti nasilja u porodici. 2007. стр. 24—30. ISBN 978-86-902567-6-1.. Аутономни женски центар, Београд
- Игњатовић, Т. (2008). Систем заштите жена жртава насиља у породици у Србији – Између државних обавеза и стварности, Социјална мисао, бр.1, год. XV, 11-24, Београд
- Игњатовић, Т, Б. Мацановић, И. Љубић, . Насиље у породици - Водич за новинар(к)е. 2008. ISBN 978-978-86-87504.. Аутономни женски центар, Београд, /00/1
- Игњатовић, Т. (2009). Поступање професионалаца као услов смањења секундарне виктимизације жртава партнерског насиља у породици, Темида, часопис о виктимизацији, људским правима и роду, бр. 2, год. 12, 33-49, Београд
- Игњатовић, Т. (2009). Претпоставке за успостављање модела заштите од насиља у партнерским односима, Социјална мисао, бр.3, год. XVI, 85-101, Београд
- Мацановић, В., Т. Игњатовић, (2010): Позиција жртве у кривичном поступку, у: Илић, Г. и Д. Суботић: Јавнотужилачки приручник (друго издање), Удружење јавних тужилаца и заменика јавних тужилаца Србије, Београд, стр. 575-589.
- Игњатовић, Т. (2010). Индикатори за процену поступања професионалаца у ситуацији насиља у партнерском односу, Темида, часопис о виктимизацији, људским правима и роду, бр.2 год. XIII, 81-94, Виктимолошко друштво Србије, Београд
- Игњатовић, Т. (2010). Ка моделу координиране акције заједнице у заштити од партнерског насилја у Србији, Социјална мисао, бр.,3 год.XVII, 125-140 Београд
- Игњатовић, Т. (2011). Право на сигурност: заштита жена од насља у интимним партнерским релацијама, Генеро, бр.12/2008 Центар за студије рода, Београд ISSN 1451-2203
- Игњатовић, Т. : Ignjatović, Tanja (2011). Насиље према женама у интимном партнерском односу: Модел координираног одговора заједнице. Rekonstrukcija Ženski fond. ISBN 978-86-910101-2-6.. Реконструкција женски форнд, Београд,
- Игњатовић, Т., Пешић, Д. . Ignjatović, Tanja; Pešić, Danijela (2012). Ризици од сиромаштва за жене са искуством насиља. Autonomni ženski centar. ISBN 978-86-87505-09-4.. Аутономни женски центар, Београд,
- Игњатовић, Т. (2013). Проблем сиромаштва и социјалне искључености за жене са искуством насиља у партнерском односу, Генеро, 17: (2013) 51-68, Универзитет у Београду, Факултет политичких наука
- Игњатовић, Т. . Ignjatović, Tanja (2013). Последице које има насиље према женама у партнерском односу на децу и одговор јавних служби на овај проблем. Autonomni ženski centar. ISBN 978-86-87505-10-0.. Аутономни женски центар и UNICEF, Београд,
- Сатарић, Н., А. Милићевић-Калашић, Т. Игњатовић, . Обесправљени из незнања – извештај о мониторингу људских права старијих на резиденцијалном смештају у Србији. 2013. ISBN 978-86-89147-02-5.. Удружење грађана „Снага пријатељства“ – Amity, Београд,
- Игњатовић, Т. . Анализа података и протокола о поступању полиције и центра за социјални рад у случајевима насиља у породици, Годишњи извештај Опсерваторије за праћење насиља према женама 2012. 2013. стр. 35—53. ISBN 978-86-87505-11-7.. Мрежа Жене против насиља и Мрежа за европски женски лоби, Београд
- Игњатовић, Т. (2014). Насиље у интимном партнерском односу: родна асиметрија или родна симетрија, Социјална политика – часопис за теорију и праксу социјалне полтике и социјалног рада, Институт за политичке студије, УДК 364, год.49, бр. 1/2014, стр 71-91, ISSN 0038-0091
- Игњатовић, Т. (2014). Родитељ није у могућности да заштити дете од злостављања другог родитеља – о чему се ради и шта је рађено, Годишњи извештај Опсерваторије за праћење насиља према женама 2013. Мрежа Жене против насиља и Мрежа за европски женски лоби, Београд, стр. 41-63, ISSN 2406-1166
- Игњатовић, Т., Т. Дробњак, И. Секуловић, М. Лукић, М. Јелачић, М. Анђелковић, В. Мацановић, Д. Пешић, . Анализа усклађености законодавног и стратешког оквира Републике Србије са Конвенцијом Савета Европе о спречавању и борби против насиља над женама и насиља у породици. 2014. ISBN 978-86-87505-14-8.. Аутономни женски центар, Београд,
- Игњатовић, Т. (2015). Разумевање насиља према женама злоупотребом деце, Социјална политика – часопис за теорију и праксу социјалне полтике и социјалног рада, Институт за политичке студије, Београд, str. 9-32, 3/2015 ISSN 0038-0091
- Игњатовић, Т., Д. Павловић-Бабић, М. Лукић, . Делотворност системских механизама за спречавање насиља према женама и насиља у породици. 2015. ISBN 978-86-87505-16-2.. Аутономни женски центар и Тим за социјално укључивање и смањење сиромаштва, Београд,
- Центар за права детета, (2016). Смернице за поступање центара за социјални рад у контексту грађанских судских поступака који се тичу права и интереса детета, радна група за израду смерница Н. Петрушић, Т. Игњатовић, З. Делибашић, С. Андрејевић, Ј. Џуџа, приредиле С. Радуловић и М. Голић Ружић,  978-86-83109-71-5
- Игњатовић, Т., Мацановић, В. (2018). Изазови у примени новог Закона о спречавању насиља у породици у Србији, Темида, часопис о виктимизацији, људским правима и роду, бр. 1 год. 21, 41-66, Виктимолошко друштво Србије, Београд, . doi:10.2298/TEM18010411 (неактивно 26. 5. 2025). Недостаје или је празан параметар |title= (помоћ)
- Ignjatovic, Tanja (2018). „Child witnesses of domestic violence: Potential implications on procedures used by educational institutions”. Zbornik Instituta Za Pedagoska Istrazivanja. 50 (2): 286—306. doi:10.2298/ZIPI1802286I.
- Игњатовић, Т. (ур.) . ЗИгњатовић, Тања (2018). ашто и како о теми родно заснованог насиља у школским програмима у средњим школама. Autonomni ženski centar. ISBN 978-86-87505-23-0.. Аутономни жеснки центар, Београд,
- Игњатовић, Т. и М. Илеш (ур.) (2018). Одговор образовно-васпитних институција на родно засновано насиље и насиље у породици (збирка стручних текстова), Аутономни жеснки центар, Београд,  978-86-87505-25-4
- Ignjatović, Tanja; MacAnović, Vanja (2019). „Implementation of the new Law on the Prevention of Domestic Violence in Serbia: Paradigm shift and system problems”. Journal of Gender-Based Violence. 3 (3): 373—384. doi:10.1332/239868019X15684765834241.
- Игњатовић, Т. (2020). Насиље против жена као кршење основних права – између стандарда и стварности. У: Варади, Т., Пајванчић, М. (ур.). РОДНА равноправност – од једнаких права до једнаких могућности: зборник радова са научног скупа одржаног 27. септембра 2019. Београд: САНУ, стр. 139-156. ( 978-86-7025-870-9; COBISS.SR-ID 26136841)
- Ignjatovic, T. (2019). Violence against women in intimate partner relationships and institutional response to women’s needs, Primenjena psihologija, 2019, Vol. 12(4), str. 385-408.Primenjena Psihologija. 12 (4). 2020. doi:10.19090/pp.2019.4. Недостаје или је празан параметар |title= (помоћ).385-408
- Ignjatovic, Tanja (2019). „Violence against women after separation and divorce of the partners: Challenges in assessments and decisions on protection measures”. Temida. 22 (2): 189—208. doi:10.2298/TEM1902189I.
- Ignjatović, T. (2020). Izazovi u pronalaženju sistemskih odgovora na potrebe žena sa iskustvom nasilja u intimnom partnerskom odnosu - između standarda, javnih politika i stvarnosti. Antropologija, Sveska 3, 2020, str. 99-116. Филозофкси факултет, Центар за етнолошка и антрополошка истраживанја, Београд (UDK 343.85:343.6-055.2(497.11) http://www.anthroserbia.org/Content/PDF/Articles/7007bbe8f16e4afa9505caad96f86137.pdf
- Ignjatovic, Tanja (2020). „Assessments of the social welfare centers on the consequences, security risks and recovery needs of children witnesses of violence in parental relationships”. Temida. 23 (3): 307—332. doi:10.2298/TEM2003307I.
- Ignjatović, T., i Ileš, M. (2020). Stavovi i odgovor predstavnika i predstavnica srednjih škola na pojavu zlostavljanja među mladima koji su u emotivnoj vezi (Srbija), Autonomni ženski centar. https://www.womenngo.org.rs/publikacije/razvoj-dobrih-praksi/1992-stavovi-i-odgovor-predstavnika-i-predstavnica-srednjih-skola-na-pojavu-zlostavljanja-medu-mladima-koji-su-u-emotivnoj-vezi-srbija-2020
- Ignjatović, T. (2020). Socijalna politika u Srbiji iz rodne i perspektive žena sa iskustvom rodno zasnovanog nasilja. Autonomni ženski centar. https://www.womenngo.org.rs/publikacije/razvoj-dobrih-praksi/1598-socijalna-politika-u-srbiji-iz-rodne-perspektive-2020
- Ignjatović, T. Izazovi u postizanju zaštite i podrške za žene sa iskustvom nasilja u partnerskom odnosu i njihovu decu u Srbiji. 2021., Autonomni ženski centar. https://www.womenngo.org.rs/publikacije/razvoj-dobrih-praksi/1731-izazovi-u-postizanju-zastite-i-podrske-za-zene-sa-iskustvom-nasilja-u-partnerskom-odnosu-i-njihovu-decu-u-srbiji-2021
- Ignjatović, T. i Mališić, A. (2021). Tri godine od usvajanja Programa – bez očekivanih rezultata, Analiza primene Nacionalnog programa očuvanja i unapređenja seksualnog i reproduktivnog zdravlja građana Republike Srbije, Autonomni ženski centar. https://www.womenngo.org.rs/publikacije/razvoj-dobrih-praksi/1707-tri-godine-od-usvajanja-programa-bez-ocekivanih-rezultata-2021
- Ignjatović T., i Ileš, M. (ur.) (2021). Prevencija i odgovor na (digitalno) seksualno i rodno zasnovano nasilje - priručnik za nastavnike, Autonomni ženski centar. https://www.womenngo.org.rs/publikacije/razvoj-dobrih-praksi/1732-prevencija-i-odgovor-na-digitalno-seksualno-i-rodno-zasnovano-nasilje-prirucnik-za-nastavnike-2021
- Ignjatovic, Tanja (2022). „Primena Zakona O Sprečavanju Nasilja U Porodici Iz Perspektive Zaposlenih U Centru Za Socijalni Rad”. Socijalna Politika: 27—50. doi:10.22182/sp.12022.2 (неактивно 26. 5. 2025).
- Ignjatovič, T., i Ileš M. (2022). Digitalno rodno zasnovano nasilje u emotivnim vezama učenika iz perspektive nastavnika i stručnih saradnika u srednjoj školi. Ileš, Marina; Ignjatović, Tanja (2022). „Digitalno Rodno Zasnovano Nasilje U Emotivnim Vezama Učenika Iz Perspektive Nastavnika I Stručnih Saradnika U Srednjoj Školi”. Pedagoška stvarnost. 68 (1): 12—30. doi:10.19090/ps.2022.1.12-30.
- Malbaša, D., Ignjatović, T., i Mitić, M. (2022). Zaštita studentkinja i studenata od seksualnog uznemiravanja na fakultetima u Srbiji – izazovi u uspostavljanju regulative i poverenja, str. 193-201. u: Spahić Šiljak, Y., Kovačević, J., Husanović, J. (ur). Uprkos strahu i tišini: Univerziteti protiv rodno zasnovanog nasilja. Sarajevo: Univerzitet u Sarajevu i TPO Fondacija. 2022. ISBN 978-9958-600-84-5.;
- http://www.tpo.ba/b/dokument/Zbornik%20Uprkos%20strahu%20i%20tisini%20web%20ver_.pdf
- Lacmanović, V., Mališić, A., Ivković, J., Ignjatović, T. Sistemsko obrazovanje odloženo do daljeg - Analiza obrazovanja o seksualnom i reproduktivnom zdravlju i pravima dece i mladih u nastavnim programima u osnovnim i srednjim školama u Srbiji. 2022., Autonomni ženski centar. https://www.womenngo.org.rs/publikacije/razvoj-dobrih-praksi/1855-sistemsko-obrazovanje-odlozeno-do-daljeg-analiza-obrazovanja-o-seksualnom-i-reproduktivnom-zdravlju-i-pravima-dece-i-mladih-u-nastavnim-programima-u-osnovnim-i-srednjim-skolama-u-srbiji-2022